# District de Taoshan
Le district de Taoshan (桃山区 ; pinyin : Táoshān Qū) est une subdivision administrative de la province du Heilongjiang en Chine. Il est placé sous la juridiction de la ville-préfecture de Qitaihe.